# Sam Hunter
Sam Hunter (5 janvier 1923 – 27 juillet 2014) est un historien américain de l'art moderne. Il fut professeur d'histoire de l'art à l'université Princeton.

## Biographie
Né à Springfield, au Massachusetts, Hunter complète ses études au Williams College en 1943. Il fait son service militaire au sein de la marine américaine de 1943 à 1946, d'où il revient décoré du grade de sous-lieutenant. 
Il commence une carrière professionnelle dans le milieu de l'art à partir de 1947, année où il se joint au New York Times qui lui offre un poste de critique d'art. Désireux de se perfectionner, il obtient une bourse de la Fondation Hubbard Hutchinson qui lui permet de poursuivre des études à l'université de Florence d'où il sort diplômé en 1951. Embauché par la maison d'édition Harry N. Abrams Inc., où il ne demeure qu'un an, il est par la suite éditeur du Arts Magazine.
Auteur, professeur émérite d'histoire de l'art de l'Université de Princeton, ancien directeur du Jewish Musuem, directeur fondateur du Rose Art Museum de l'université Brandeis, ancien directeur du Minneapolis Institute of Art, il est à plusieurs reprises invité à enseigner pendant divers trimestres pour le Williams College et plusieurs autres universités.   
Sam Hunter a écrit de nombreuses monographies, catalogues d'exposition, articles de magazines ou de journaux, ou autres livres sur l'histoire de l'art. Sans compter ses nombreux ouvrages sur Francis Bacon, Tom Wesselmann, George Segal, Arnaldo Pomodoro, Jackson Pollock, et autres maîtres de l'art moderne.
Il meurt à Princeton (New Jersey) en 2014 à l'âge de 91 ans.

## Œuvres
- Larry Rivers, 1965
- American art since 1945, in Will Grohmann, ed., New art around the world; painting and sculpture, 1966
- American art of the 20th century, 1970
- Modern art: painting, sculpture, architecture, 1976
- George Segal, 1984